# Hildoceratinae
Hildoceratinae Hyatt, 1867 è una sottofamiglia di ammoniti, appartenente alla famiglia Hildoceratidae.

## Tassonomia
Comprende i seguenti generi:
- Atacamiceras Hillebrandt, 1987
- Hildaites Buckman, 1921
- Hildaitoides Hillebrandt, 1987
- Hildoceras Hyatt, 1867
- Mercaticeras Buckman, 1913
- Orthildaites Buckman, 1923
- Parahildaites Blaison, 1967

In Italia (Lombardia e Appennino umbro-marchigiano) sono frequenti i generi: Hildaites, Orthildaites, Hildoceras  e Mercaticeras, che hanno fornito varie specie, fossili guida, per il piano Toarciano e per le sue biozone. 
Secondo alcuni autori, il genere Mercaticeras andrebbe tolto dalla sottofamiglia qui trattata e dovrebbe essere considerato appartenente ad una sottofamiglia a sé stante, quella dei Mercaticeratinae Guex, 1974, raggruppamento tipicamente mediterraneo. La scuola inglese considera, invece, i Mercaticeratinae, in sinonimia con gli Hildoceratinae e quindi sottofamiglia non valida.

## Descrizione
Per quel che riguarda la morfologia la sottofamiglia comprende:
Per altro c'è da ricordare che Hildoceras e Mercaticeras sono stati tra gli ammoniti più anticamente figurati; infatti compaiono nella Metallotheca Vaticana di Michele Mercati; si tratta di una bellissima incisione eseguita dal tedesco Eisenhoit nel '500.